# Varningsskylt för järnväg

Järnvägsövergång utan bommar enligt skyltning i de flesta länder i Europa

Järnvägsövergång med bommar enligt skyltning i de flesta länder i Europa

Varningsskylt för järnväg är enligt konventionen utformad som Varningsmärken. Den kan antingen vara utformad som triangelformade varningsmärken eller ruterformade. 
I Europa har samtliga länder format dessa skyltar som trianglar utom Irland som har ruterformad. Vissa länder har gul botten på skyltarna medan andra har vit. Denna skillnad betraktas som obetydlig. Konventionen brukar avbilda varningsskyltar för järnväg utan bommar med ett ånglok och med bommar med en grind som ser ut som ett staket. Grinden är en gammal kvarleva från förr då järnvägar skyddades med grindar istället för bommar. Samtliga länder i Europa avbildar den här grinden på varningsmärken för järnvägsövergångar med bommar. 
För järnvägsövergångar utan bommar har samtliga länder i Europa ett ånglok utom Tyskland. I Tyskland avbildas istället ett elektriskt motorvagnståg. Anledningen till denna förändring är att man menar att många idag inte vet vad ett ånglok är för något.
Länder utanför Europa har ofta egna varianter som ibland inte ens liknar de som används i Europa. I USA används en rund skylt som inte liknar ett varningsmärke. Andra länder kan ha andra egna varianter.

Varning för järnvägsövergång utan bommar i Tyskland